# Grande Prêmio do Canadá de 2010
O Grande Prémio do Canadá de 2010 foi a oitava corrida da temporada de 2010 da Fórmula 1. O vencedor foi o inglês Lewis Hamilton.

## Classificação

### Treino oficial
| Pos | Nº | Piloto             | Construtor           | Parte 1  | Parte 2  | Parte 3  | Grid |
| --- | -- | ------------------ | -------------------- | -------- | -------- | -------- | ---- |
| 1   | 2  | Lewis Hamilton     | McLaren-Mercedes     | 1:15.889 | 1:15.528 | 1:15.105 | 1    |
| 2   | 6  | Mark Webber        | Red Bull-Renault     | 1:16.423 | 1:15.692 | 1:15.373 | 71   |
| 3   | 5  | Sebastian Vettel   | Red Bull-Renault     | 1:16.129 | 1:15.556 | 1:15.420 | 2    |
| 4   | 8  | Fernando Alonso    | Ferrari              | 1:16.171 | 1:15.597 | 1:15.435 | 3    |
| 5   | 1  | Jenson Button      | McLaren-Mercedes     | 1:16.371 | 1:15.742 | 1:15.520 | 4    |
| 6   | 15 | Vitantonio Liuzzi  | Force India-Mercedes | 1:17.086 | 1:16.171 | 1:15.648 | 5    |
| 7   | 7  | Felipe Massa       | Ferrari              | 1:16.673 | 1:16.314 | 1:15.688 | 6    |
| 8   | 11 | Robert Kubica      | Renault              | 1:16.370 | 1:15.682 | 1:15.715 | 8    |
| 9   | 14 | Adrian Sutil       | Force India-Mercedes | 1:16.495 | 1:16.295 | 1:15.881 | 9    |
| 10  | 4  | Nico Rosberg       | Mercedes             | 1:16.350 | 1:16.001 | 1:16.071 | 10   |
| 11  | 9  | Rubens Barrichello | Williams-Cosworth    | 1:16.880 | 1:16.434 |          | 11   |
| 12  | 10 | Nico Hülkenberg    | Williams-Cosworth    | 1:16.770 | 1:16.438 |          | 12   |
| 13  | 3  | Michael Schumacher | Mercedes             | 1:16.598 | 1:16.492 |          | 13   |
| 14  | 12 | Vitaly Petrov      | Renault              | 1:16.569 | 1:16.844 |          | 14   |
| 15  | 16 | Sébastien Buemi    | Toro Rosso-Ferrari   | 1:17.356 | 1:16.928 |          | 15   |
| 16  | 17 | Jaime Alguersuari  | Toro Rosso-Ferrari   | 1:17.027 | 1:17.029 |          | 16   |
| 17  | 22 | Pedro de la Rosa   | BMW Sauber-Ferrari   | 1:17.611 | 1:17.384 |          | 17   |
| 18  | 23 | Kamui Kobayashi    | BMW Sauber-Ferrari   | 1:18.019 |          |          | 18   |
| 19  | 19 | Heikki Kovalainen  | Lotus-Cosworth       | 1:18.237 |          |          | 19   |
| 20  | 18 | Jarno Trulli       | Lotus-Cosworth       | 1:18.698 |          |          | 20   |
| 21  | 24 | Timo Glock         | Virgin-Cosworth      | 1:18.941 |          |          | 21   |
| 22  | 21 | Bruno Senna        | HRT-Cosworth         | 1:19.484 |          |          | 22   |
| 23  | 25 | Lucas di Grassi    | Virgin-Cosworth      | 1:19.675 |          |          | 23   |
| 24  | 20 | Karun Chandhok     | HRT-Cosworth         | 1:27.757 |          |          | 24   |

- ↑1  - Mark Webber perdeu cinco posições no grid depois de trocar a caixa de câmbio antes da corrida.[2]

### Corrida
| Pos | Nº | Piloto             | Construtor           | Voltas | Tempo/Aban. | Grid | Pontos |
| --- | -- | ------------------ | -------------------- | ------ | ----------- | ---- | ------ |
| 1   | 2  | Lewis Hamilton     | McLaren-Mercedes     | 70     | 1:33:53.456 | 1    | 25     |
| 2   | 1  | Jenson Button      | McLaren-Mercedes     | 70     | +2.254      | 4    | 18     |
| 3   | 8  | Fernando Alonso    | Ferrari              | 70     | +9.214      | 3    | 15     |
| 4   | 5  | Sebastian Vettel   | Red Bull-Renault     | 70     | +37.817     | 2    | 12     |
| 5   | 6  | Mark Webber        | Red Bull-Renault     | 70     | +39.291     | 7    | 10     |
| 6   | 4  | Nico Rosberg       | Mercedes             | 70     | +56.084     | 10   | 8      |
| 7   | 11 | Robert Kubica      | Renault              | 70     | +57.300     | 8    | 6      |
| 8   | 16 | Sébastien Buemi    | Toro Rosso-Ferrari   | 69     | +1 volta    | 15   | 4      |
| 9   | 15 | Vitantonio Liuzzi  | Force India-Mercedes | 69     | +1 volta    | 5    | 2      |
| 10  | 14 | Adrian Sutil       | Force India-Mercedes | 69     | +1 volta    | 9    | 1      |
| 11  | 3  | Michael Schumacher | Mercedes             | 69     | +1 volta    | 12   |        |
| 12  | 17 | Jaime Alguersuari  | Toro Rosso-Ferrari   | 69     | +1 volta    | 16   |        |
| 13  | 10 | Nico Hülkenberg    | Williams-Cosworth    | 69     | +1 volta    | 12   |        |
| 14  | 9  | Rubens Barrichello | Williams-Cosworth    | 69     | +1 volta    | 11   |        |
| 15  | 7  | Felipe Massa       | Ferrari              | 69     | +1 volta2   | 6    |        |
| 16  | 19 | Heikki Kovalainen  | Lotus-Cosworth       | 68     | +2 voltas   | 19   |        |
| 17  | 12 | Vitaly Petrov      | Renault              | 68     | +2 voltas   | 14   |        |
| 18  | 20 | Karun Chandhok     | HRT-Cosworth         | 66     | +4 voltas   | 24   |        |
| 19  | 25 | Lucas di Grassi    | Virgin-Cosworth      | 65     | +5 voltas   | 23   |        |
| Ret | 24 | Timo Glock         | Virgin-Cosworth      | 55     | Direção     | 21   |        |
| Ret | 18 | Jarno Trulli       | Lotus-Cosworth       | 47     | Freios      | 20   |        |
| Ret | 22 | Pedro de la Rosa   | BMW Sauber-Ferrari   | 31     | Motor       | 17   |        |
| Ret | 21 | Bruno Senna        | HRT-Cosworth         | 14     | Câmbio      | 22   |        |
| Ret | 23 | Kamui Kobayashi    | BMW Sauber-Ferrari   | 1      | Acidente    | 18   |        |

- ↑2  - Felipe Massa foi punido com o acréscimo de 20 segundos após violar o limite de tempo nos boxes.[3]

## Nota
- Robert Kubica registra a volta mais rápida da prova e se torna o primeiro polonês a conseguir isso.
- Lewis Hamilton consegue a 2 vitória na temporada e o primeiro a vencer de forma consecutiva na temporada 2010
- Última dobradinha Lewis Hamilton e Jenson Button na McLaren e última dobradinha da escuderia até o Grande Prêmio da Itália de 2021

## Tabela do campeonato após a corrida
Observe que somente as seis primeiras posições estão incluídas na tabela.
| Pos | Var     | Piloto           | Pontos |
| --- | ------- | ---------------- | ------ |
| 1   | (2)     | Lewis Hamilton   | 109    |
| 2   | Estável | Jenson Button    | 106    |
| 3   | (2)     | Mark Webber      | 103    |
| 4   | Estável | Fernando Alonso  | 94     |
| 5   | Estável | Sebastian Vettel | 90     |
| 6   | (2)     | Nico Rosberg     | 74     |

| Pos | Var     | Construtor           | Pontos |
| --- | ------- | -------------------- | ------ |
| 1   | Estável | McLaren-Mercedes     | 215    |
| 2   | Estável | Red Bull-Renault     | 210    |
| 3   | Estável | Ferrari              | 161    |
| 4   | Estável | Mercedes             | 108    |
| 5   | Estável | Renault              | 79     |
| 6   | Estável | Force India-Mercedes | 35     |